# I Will Wait for You
Az I Will Wait for You című slágert Michel Legrand írta a Cherbourgi esernyők című francia musicalfilm számára (Les Parapluies de Cherbourg, 1964). A filmben Catherine Deneuve dala, akinek hangját Danielle Licari szinkronizálta. A dal angol szövegét Norman Gimbel írta. A dalt 1966-ban a legjobb filmdal Oscar-díjára jelölték.

## Híres felvételek
Eddie Fisher, Frank Sinatra, Astrud Gilberto, Violetta Villas, Trini Lopez, Bobby Darin, Nána Múszhuri, (aki franciául, németül, spanyolul, olaszul, japánul is énekelte), Cher, Andy Williams, JPetula Clark, Tony Bennett, Liza Minnelli, Connie Francis, Connie Evingson, Ray Conniff zenekara, Oscar Peterson, Gil Evans, Louis Armstrong, Morikava Nacuki, Dékány Sarolta, Koós János,  stb. is előadta.